# 桑葚蟹守螺
桑葚蟹守螺（学名：Clypeomorus chemnitziana），是中腹足目蟹守螺科Clypeomorus的一种。主要分布于印度尼西亚、越南、台湾，常栖于礁石海岸的潮间带和浅海中。